# Arboridia afghana
Arboridia afghana är en insektsart som beskrevs av Dlabola 1971. Arboridia afghana ingår i släktet Arboridia och familjen dvärgstritar. Inga underarter finns listade i Catalogue of Life.